# Batalla de Jemappes
La batalla de Jemappes fue una batalla que se libró en las cercanías de la localidad de Mons (Henao), en la actual Bélgica, el 6 de noviembre de 1792, en la que se enfrentaron los ejércitos de Austria y de Francia, en el marco de las Guerras Revolucionarias Francesas, durante la llamada Primera Coalición.
En dicha batalla, el ejército revolucionario francés, formado por 40 000 voluntarios al mando de Dumouriez, obtuvo una rotunda victoria, especialmente debido a su superioridad numérica, sobre el ejército austriaco desplegado en Bélgica que se hallaba a las órdenes del duque Alberto de Sajonia-Teschen, que se vio obligado a evacuar dicho país como consecuencia de la batalla.
La victoria francesa en Jemappes trajo consigo la liberación u ocupación (según el punto de vista de cada cual) de los Países Bajos austriacos, territorio que volverá a quedar bajo dominio del Imperio austriaco como consecuencia de la victoria austriaca en la batalla de Neerwinden, el 18 de marzo de 1793.
Luis Felipe de Orleans (1773-1850), que en esas fechas tenía 19 años de edad y era conocido como el «general Igualdad», al igual que su hermano menor, Antonio de Orleans (1775-1807), duque de Montpensier, que acababa de ser ascendido a  ayudante general, participaron en esta batalla en el bando de los revolucionarios franceses. Habiéndose distinguido en el mando del ala derecha francesa en la batalla, Luis Felipe, que más tarde sería rey de Francia con el nombre de Luis Felipe I en 1830, se enorgulleció hasta su muerte por el hecho de haber sido uno de quienes habían sido artífices de esta decisiva victoria. No obstante, el espectáculo de la sangre derramada y de la matanza que supuso la batalla le inspiraron una profunda aversión por la guerra.
En 1795, tras el regreso de los franceses y la anexión a Francia de la región de Renania y los Países Bajos austriacos, el nombre de la batalla fue recuperado, para otorgar su nombre al nuevo departamento creado, que se denominó departamento de Jemappes.

## Tres rememoraciones

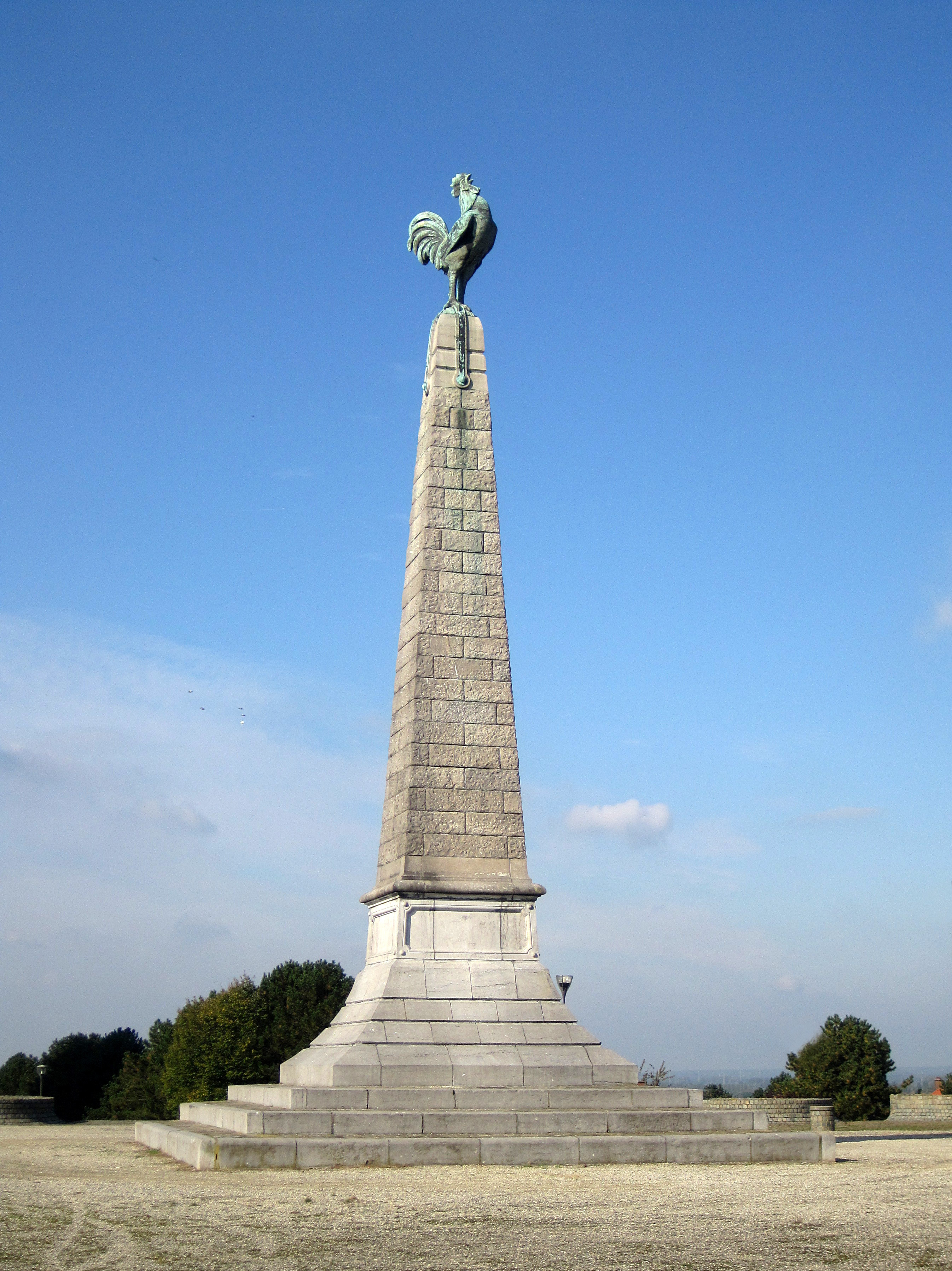
El «Gallo de Jemappes».

En 1911, uno de quienes eran por esas fechas los principales líderes del Movimiento valón en Bélgica, el socialista Jules Destrée, inauguró en el mismo lugar en el que tuvo lugar la batalla un obelisco coronado por un gallo galo (es decir, un gallo cantando). Dicho monumento, tal como recoge el historiador valón Philippe Raxhon, profesor de la Universidad de Lieja, expresa diversas rememoraciones.
En primer lugar, supone un homenaje a la primera victoria francesa, que fue igualmente la primera victoria de una República Francesa consciente de su propia existencia (en la batalla de Valmy, los soldados franceses que tomaron parte en la misma no supieron hasta después de la victoria que la República había sido proclamada en París).
En segundo lugar, el monumento es igualmente un homenaje a las ideas de la Revolución francesa, que los iniciadores del monumento en Valonia contraponían en ese momento a un Flandes al que juzgaban como un territorio reaccionario y conservador, y al que consideraban que, en aras de su superioridad numérica en cuanto a población, imponía sus propios puntos de vista a toda Bélgica.
En tercer lugar, también se encuentra presente en el monumento una dimensión relativa al patriotismo belga, puesto que el monumento, erigido para glorificar al Ejército francés, se inscribe en la fraternidad de armas entre Bélgica y Francia que se puso de manifiesto muy poco después con motivo de la Primera Guerra Mundial y que fue revalidado durante la Segunda Guerra Mundial. 
Con posterioridad a su inauguración en 1911, el «Gallo de Jemappes» (aunque en el monumento se recoja, erróneamente, Jemmappes), ha sido objeto de especiales actos de celebración y homenaje por parte del Movimiento valón, aunque ciertamente en forma intermitente, pero también del movimiento obrero belga.